# Бистром
Бистром (нем. von Bistram; прежде Bistramb) — древнейший остзейский баронский род.

## История рода
В XV веке видимо, были уже несколько фамилий, носивших название Бистрам, в Любельской и Сандомирской округах, в Польше, в Пруссии и Курляндии. По Гюпелю (Nordisehe Miseellaneen) Бистрамы владели землями в Пруссии еще до 1353 года.
Курляндские генеалоги считают ближайшим родоначальником курляндских Бистрамов — Богуслава Бистрама (брат которого, Готгард, был около 1457 г. старостой Гогенгаузенским в Померанском воеводстве), женатого на Фирлей. Христофор Бистрам в 1573 году поступил на службу в Курляндское герцогство и был зачислен в Курляндское рыцарство. Фамилия получила шведскую форму, поскольку Прибалтика входила в состав Швеции.
Согласно Готскому генеалогическому календарю Бистрамы получили в 1604 году баронское достоинство от шведского короля Карла, в 1789 году — от Саксонии, а в 1806 — от Баварии.
Первым в роду фон Бистрам, который был именован в русских грамотах бароном, был Родерих Бистрам, именованный в грамотах на ордена бароном с 1830 года.
Российское подданство Бистромы приняли после Северной войны. Определением Правительствующего сената от 10 июня 1853 г. и 28 февраля 1882 г. за Курляндской дворянской фамилией Бистрам был признан баронский титул.

## Герб
В червлёном поле серебряный латинский крест, в нижнем левом углу сопровождаемый обращённым рогами к правой стороне щита золотым полумесяцем. Намёт червлёный, подложенный серебром. В нашлемнике пять страусовых перьев.
Герб баронов Бистром внесён в ряд гербовников: гербовник Курляндского дворянства, гербовник Эстляндского дворянства, Балтийский гербовник, гербовник Дворянства русских остзейских провинций (Новый Зибмахер)

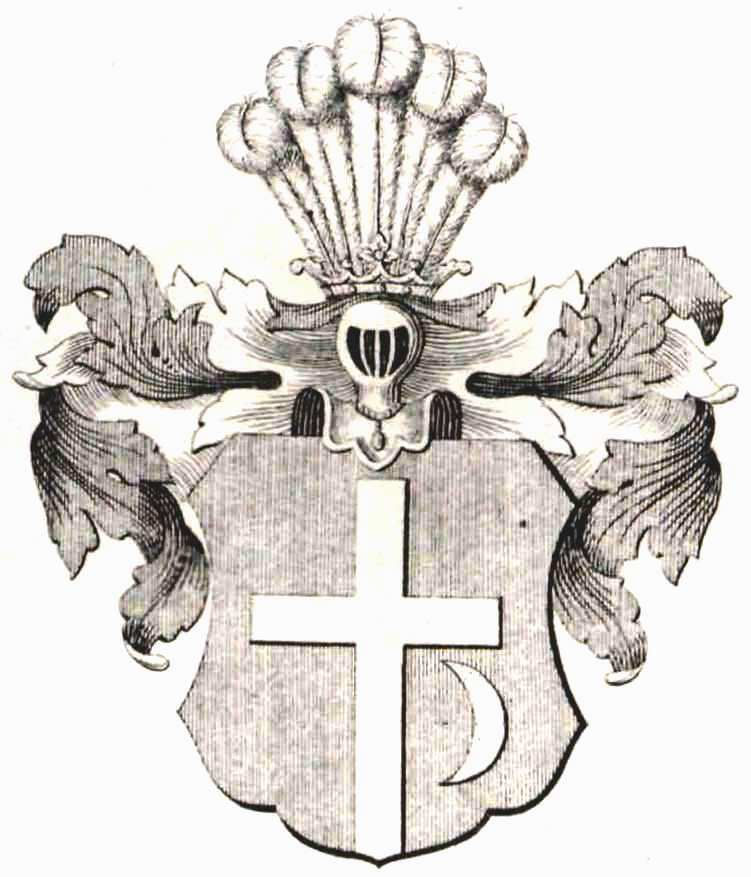
герб рода Бистром из гербовника Курляндского дворянства[1], 1856
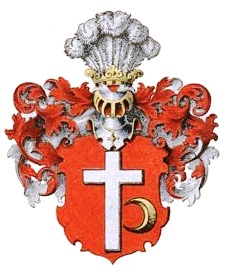
герб баронов Бистром из Балтийского гербовника[3], 1882
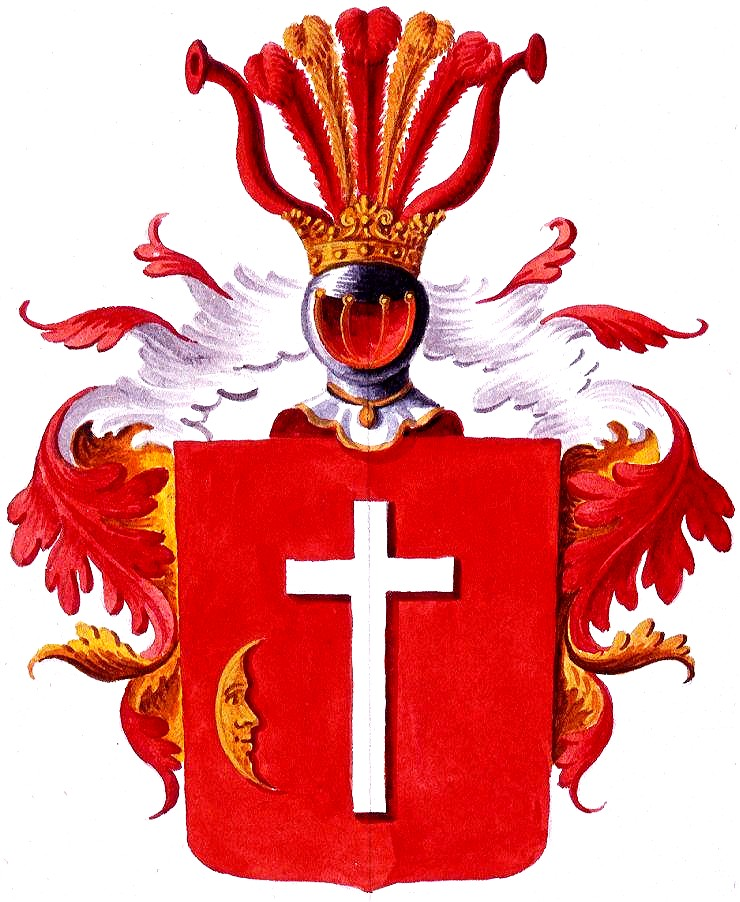
герб рода Бистром из гербовника Эстляндского дворянства[2], 1837
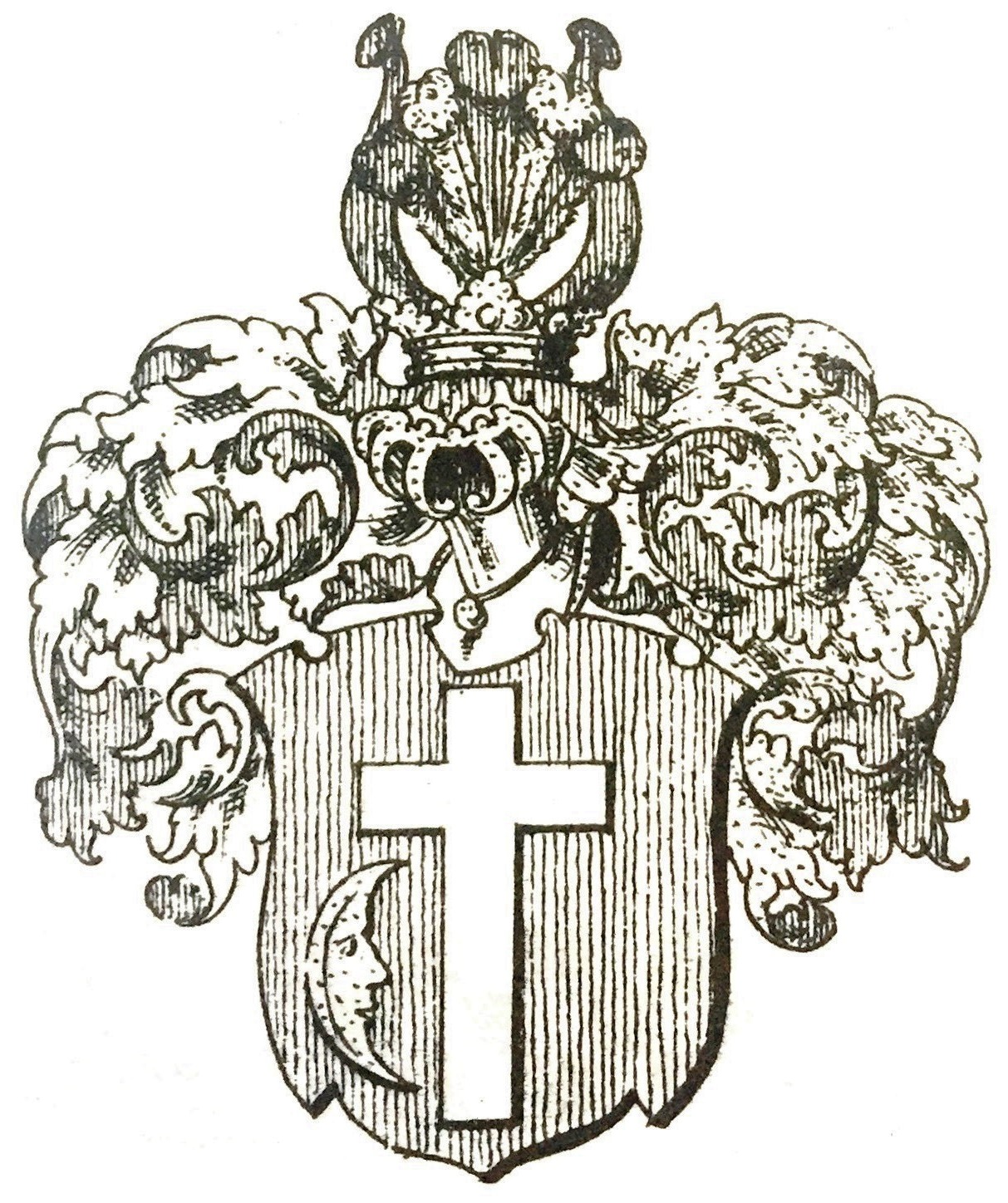
герб баронов Бистром, эстляндская ветвь, Новый Зибмахер[4], 1898

Известные представители рода:
- Бистром, Густав Фёдорович — Георгиевский кавалер (1802).
- Бистром, Осип Васильевич (?—1826) — генерал-майор, Георгиевский кавалер.
- Бистром Александр Иванович (1798—1859) — генерал-майор

## Эстляндская ветвь

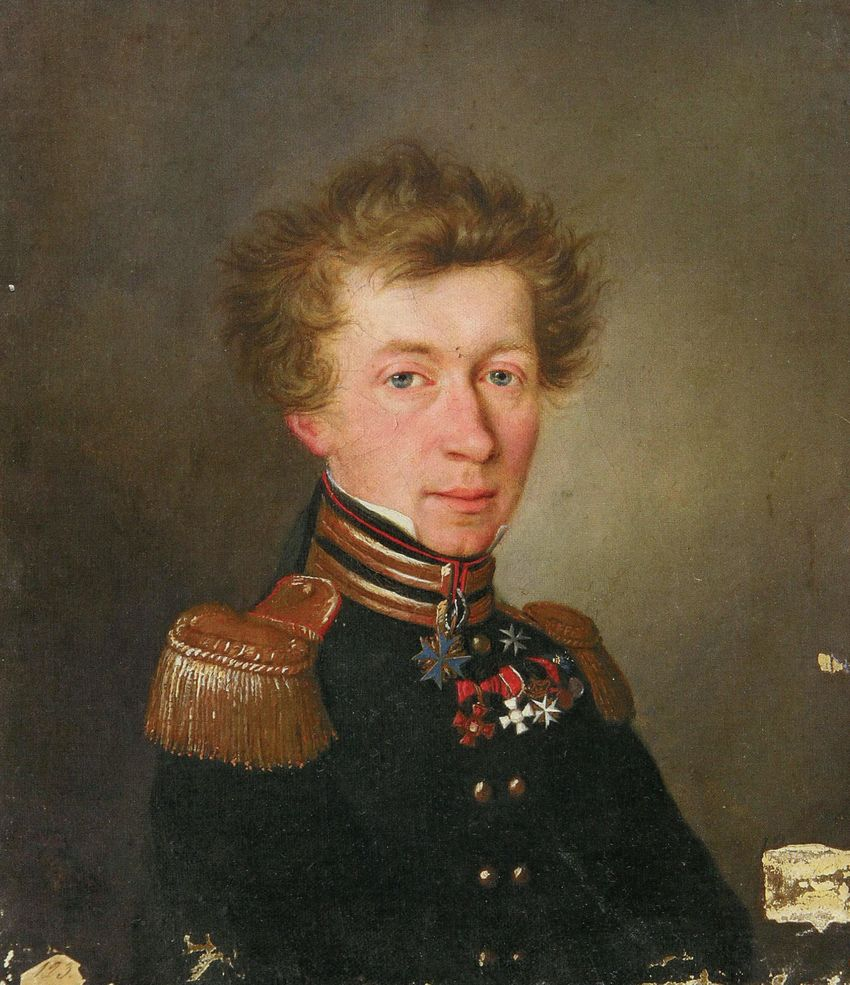
Фёдор Антонович Бистром (1781—1825)
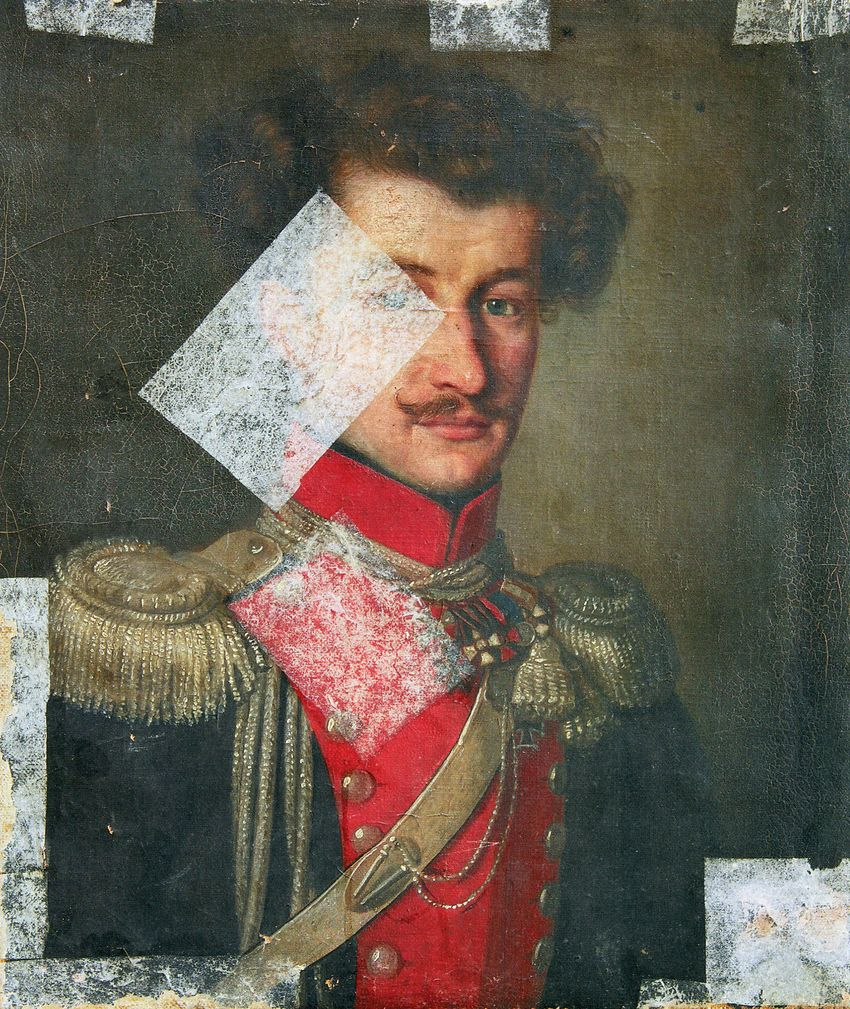
Егор Антонович фон Бистром (1786—1828)
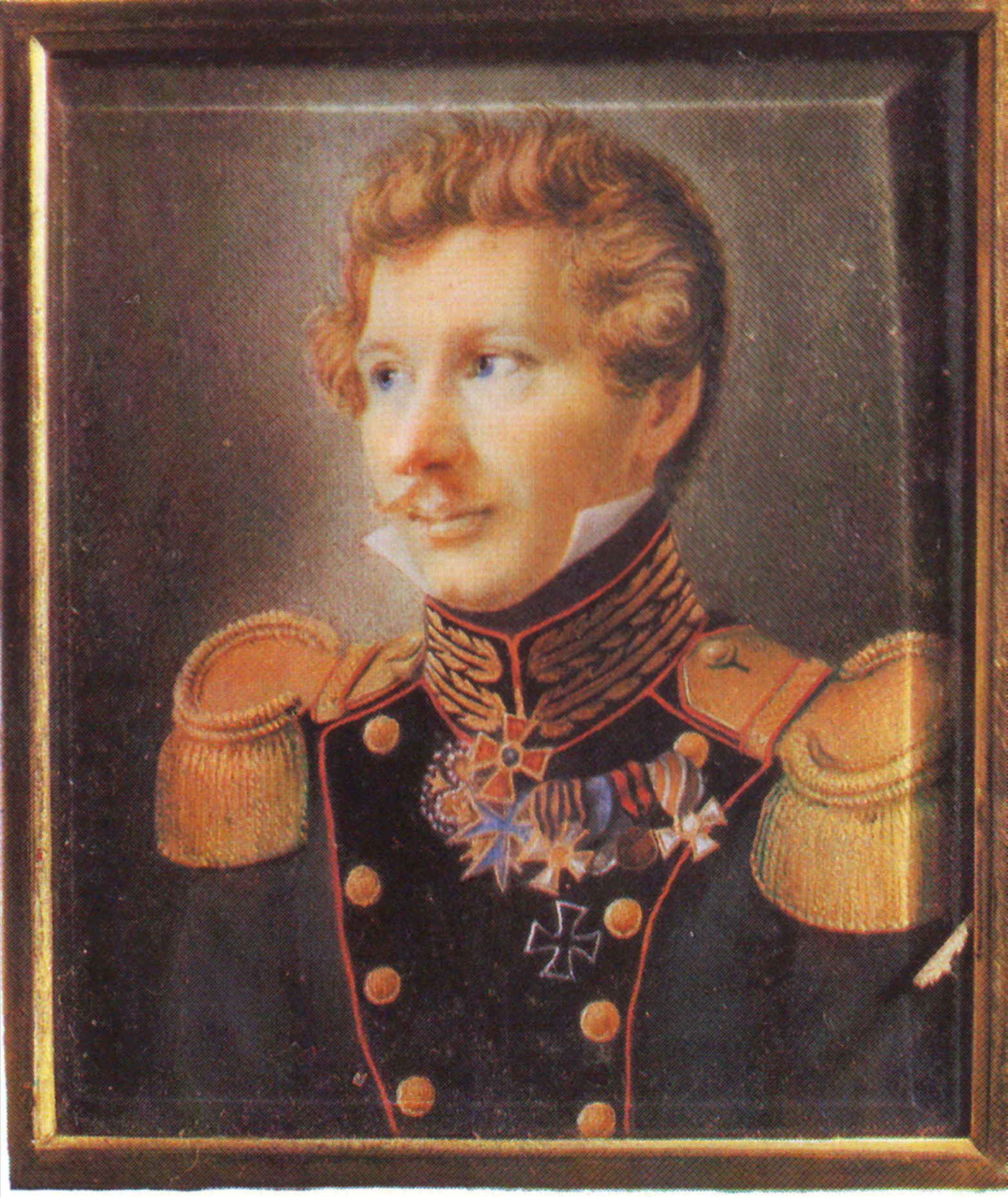
Антон Антонович Бистром (1789—1854)
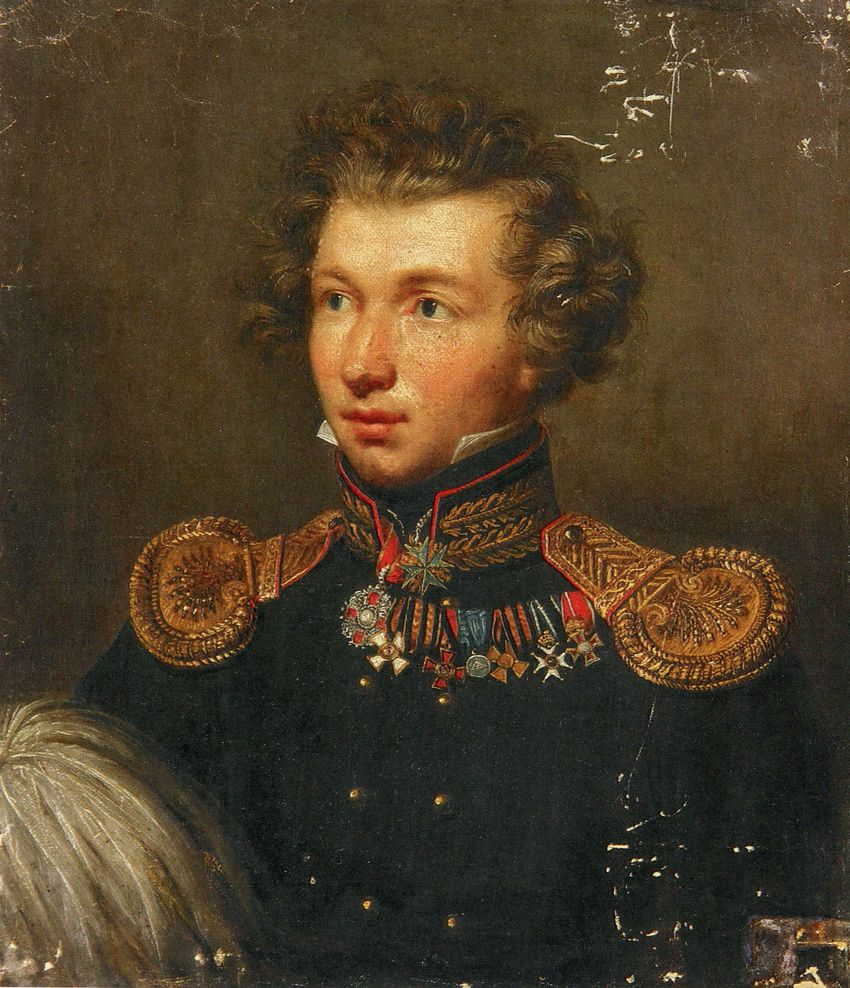
Филипп Антонович Бистром (1789-1819)
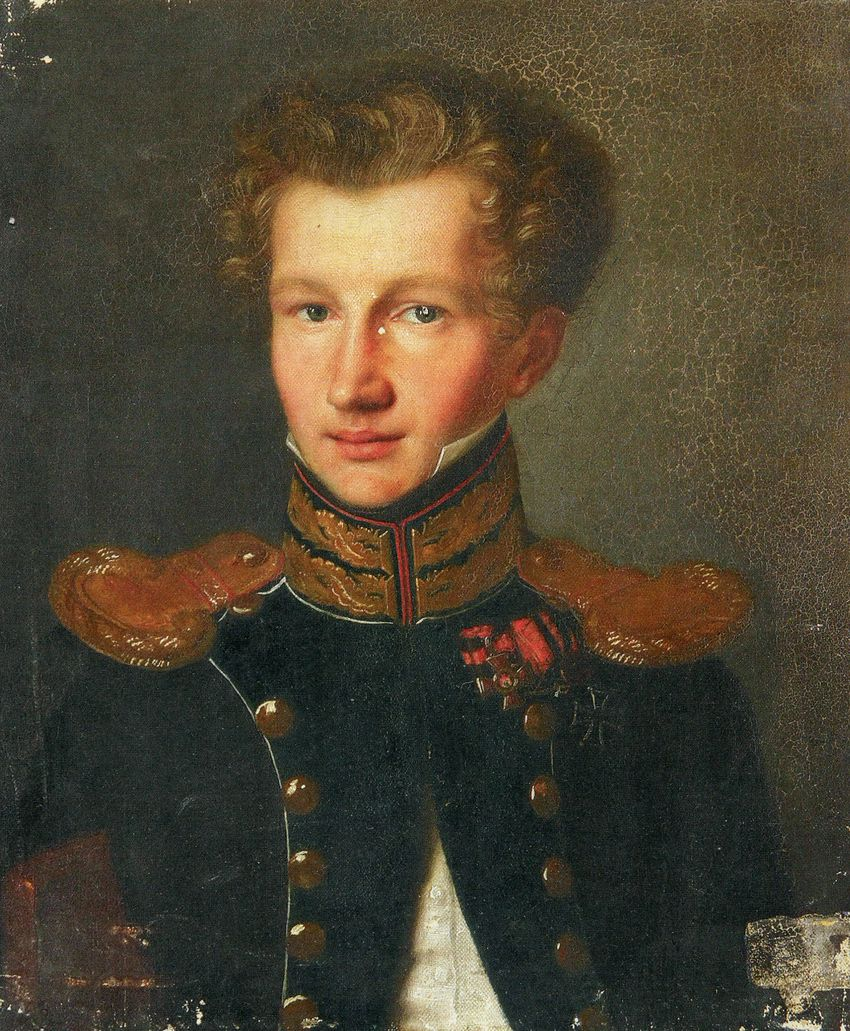
Фердинанд Антонович Бистром (1795—1827)

К эстлянской ветви рода принадлежали следующие представители:
- Отто Вильгельм фон Бистром (нем. Otto Wilhelm) (5 апреля 1727 — 11 ноября 1772)
  - Ганс Генрих фон Бистром (нем. Hans Henrich) (21 апреля 1754 — ?) — генерал-майор, комендант Могилёва.
    - Адам Иванович фон Бистром (нем. Adam Otto Wilhelm) (23 октября 1774 — 18 августа 1825) — генерал-лейтенант, кавалер ордена Св. Георгия 3-го класса, ордена «Pour le Mérite» (декабрь 1793)
    - Отто Генрих фон Бистром (нем. Otto Henrich) (8 июня 1776 — ?)
    - Рейнгольд Густав Фюрхтеготт фон Бистром (нем. Reinhold Gustav Fürchtegott) (7 апреля 1778 — январь 1821) — майор
      - Николай Карл фон Бистром (нем. Nikolai Karl) (25 мая 1806 — 2 ноября 1873) — ротмистр, с 1853 года барон фон Бистром
        - барон Александр Николаевич фон Бистром (нем. Alexander Withold Peter) (24 июля 1849 — 2 ноября 1873) — генерал-лейтенант (с 1904)

    - Карл Иванович фон Бистром (нем. Karl Henrich Georg) (30 апреля 1779 — 24 июня 1838) — генерал от инфантерии, кавалер ордена Св. Георгия 4-го, 3-го и 2-го класса, ордена «Pour le Mérite» и Кульмского креста
    - Александр фон Бистром (нем. Alexander) (17?? — ?) — поручик в Черниговском пехотном полку, кавалер ордена «Pour le Mérite»

  - Антон Оттович фон Бистром (нем. Otto Gotthard) (1762 — 21 октября 1836) — подпоручик
    - Фёдор Антонович фон Бистром (нем. Wilhelm Friedrich Karl) (28 марта 1784 — 15 мая 1820) — полковник, адъютант князя Витгенштейна, кавалер ордена «Pour le Mérite»
    - Эдуард Антонович фон Бистром (нем. Eduard Gotthard Henrich) (12 марта 1785 — 26 августа 1812) — полковник, адъютант князя Кутузова, кавалер ордена «Pour le Mérite» (20 марта 1808)[6], погиб в Бородинском сражении
    - Егор Антонович фон Бистром (нем. Karl Georg August) (5 апреля 1786 — 15 августа 1828) — генерал-майор, командир Тверского драгунского полка, кавалер ордена Св. Георгия 4-го класса (10 декабря 1813), кавалер ордена «Pour le Mérite»
    - Антон Антонович фон Бистром (нем. Otto) (18 июня 1789 — 22 марта 1854) — генерал-лейтенант, кавалер ордена Св. Георгия 4-го класса (№ 2590; 17 июня 1813), ордена «Pour le Mérite»
    - Филипп Антонович фон Бистром (нем. Philipp) (18 июня 1789 — 23 апреля 1819) — полковник, кавалер ордена Св. Георгия 4-го класса (№ 2875; 13 марта 1814), дважды кавалер ордена «Pour le Mérite»
    - Адам Антонович фон Бистром (нем. Adam Georg) (12 февраля 1793 — 21 июля 1856) — полковник, командир Новороссийского драгунского полка, кавалер ордена Св. Георгия 4-го класса (№ 4667; 30 мая 1832).
    - Фердинанд Антонович фон Бистром (нем. Ferdinand Wilhelm) (15 сентября 1795 — 15 августа 1827) — полковник, командир 6-го карабинерного полка.

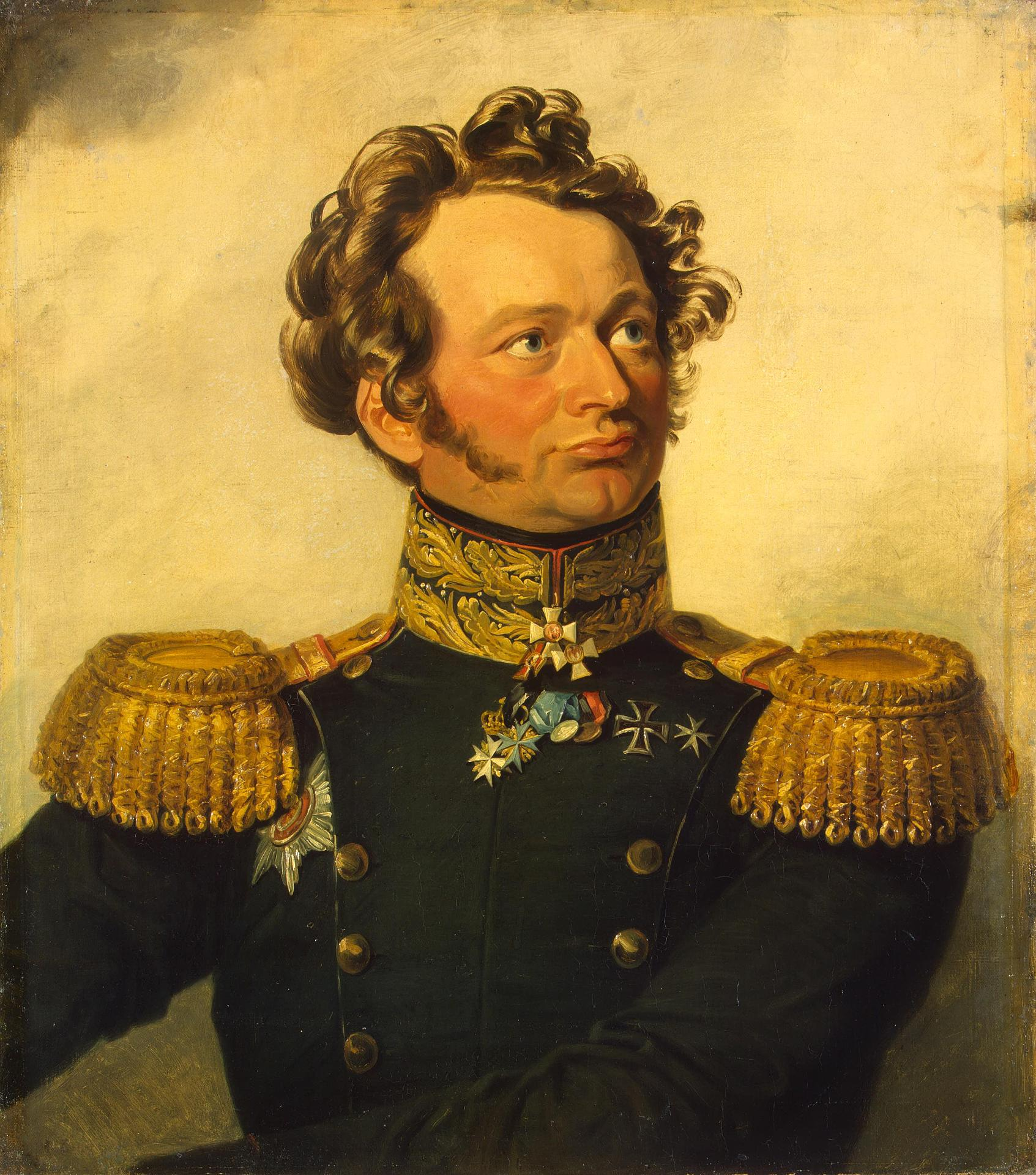
Карл Иванович Бистром (1770—1838)
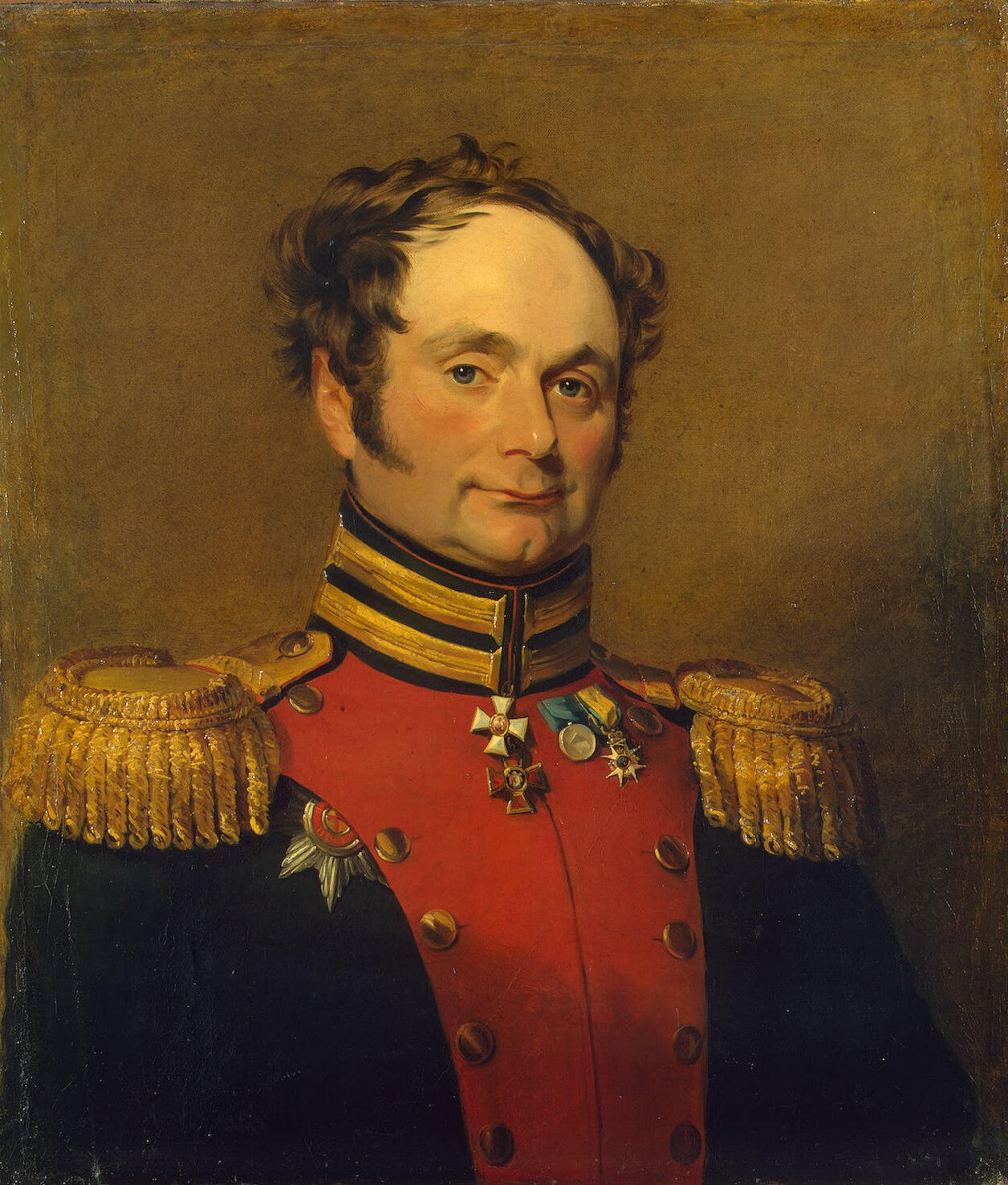
Адам Иванович Бистром (1774—1828)

- Фёдор Антонович Бистром
(1781—1825)
- Егор Антонович фон Бистром
(1786—1828)
- Антон Антонович Бистром
(1789—1854)
- Филипп Антонович Бистром
(1789-1819)
- Фердинанд Антонович Бистром
(1795—1827)

## Курляндская ветвь
К одной из курляндских ветвей рода принадлежали следующие представители:
- Карл Готтард фон Бистром (нем. Carl Gotthard) (18 октября 1777 — 1 мая 1841) — президент Курляндской консистории
  - Рихард Георг Леонид фон Бистром (нем. Richard Georg Leonidas) (11 июля 1805 — 5 июня 1875) — адвокат
    - Карл Готтард Родриго фон Бистром (нем. Carl Gotthard Rodrigo) (27 января 1837 — 22 февраля 1907)
    - Конрад Рихардович фон Бистром (нем. Conrad Georg) (19 июня 1838 — 2 февраля 1907) — генерал-лейтенант адмиралтейства

  - Георг Роберт (Егор Григорьевич) фон Бистром (нем. Georg Robert) (31 января 1807 — 5 апреля 1831) — поручик Лейб-гвардии Семёновского полка
  - Родриг Григорьевич фон Бистром (нем. Rodrigo) (15 сентября 1809 — 20 декабря 1886) — генерал от инфантерии, командир Лейб-гвардии Семёновского полка
    - Фердинанд (Фёдор) Родригович фон Бистром (нем. Ferdinand (Feodor)) (26 декабря 1845 — 2 января 1915) — действительный статский советник
    - Николай Родригович фон Бистром (нем. Nikolai Rodrigo) (28 ноября 1849 — 13 июня 1913)